# Irish League 1993-1994
L'Irish League 1993-1994 è stata la 93ª edizione della prima divisione del campionato nordirlandese di calcio.
Il campionato era formato da sedici squadre e il Linfield vinse il titolo. Non vi furono retrocessioni.

## Classifica finale
| Pos. | Squadra             | G  | V  | N  | P  | GF | GS | Punti  |
| ---- | ------------------- | -- | -- | -- | -- | -- | -- | ------ |
| 1    | Linfield            | 30 | 21 | 7  | 2  | 63 | 22 | 70     |
| 2    | Portadown           | 30 | 20 | 8  | 2  | 76 | 21 | 68     |
| 3    | Glenavon            | 30 | 21 | 5  | 4  | 69 | 29 | 68     |
| 4    | Crusaders           | 30 | 17 | 7  | 6  | 53 | 30 | 58     |
| 5    | Bangor              | 30 | 14 | 3  | 13 | 45 | 49 | 45     |
| 6    | Ards                | 30 | 13 | 2  | 15 | 59 | 55 | 41     |
| 7    | Distillery          | 30 | 11 | 8  | 11 | 41 | 40 | 41     |
| 8    | Cliftonville        | 30 | 11 | 10 | 9  | 41 | 32 | 40(-3) |
| 9    | Glentoran           | 30 | 10 | 7  | 13 | 46 | 43 | 37     |
| 10   | Coleraine           | 30 | 10 | 7  | 13 | 41 | 50 | 37     |
| 11   | Ballymena United    | 30 | 9  | 6  | 15 | 37 | 55 | 33     |
| 12   | Ballyclare Comrades | 30 | 9  | 6  | 15 | 35 | 57 | 33     |
| 13   | Carrick Rangers     | 30 | 6  | 7  | 17 | 42 | 81 | 25     |
| 14   | Newry Town          | 30 | 5  | 9  | 16 | 26 | 52 | 24     |
| 15   | Omagh Town          | 30 | 6  | 5  | 19 | 32 | 58 | 23     |
| 16   | Larne               | 30 | 5  | 7  | 18 | 30 | 62 | 22     |

G = Partite giocate; V = Vittorie; N = Nulle/Pareggi; P = Perse; GF = Goal fatti; GS = Goal subiti; 